# ウィリアム・スターリング・サリヴァント

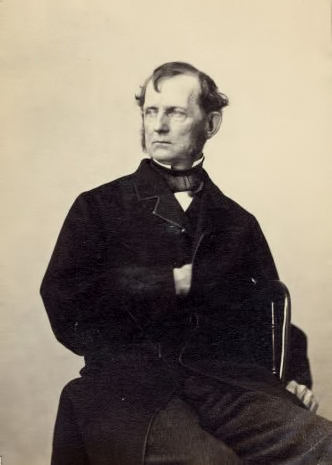
Sullivant in 1864.

ウィリアム・スターリング・サリヴァント（William Starling Sullivant、1803年1月15日 - 1873年4月30日）はアメリカ合衆国のコケ類学者である。

## 略歴
オハイオ州のフランクリントン（現在はコロンバス）に名家に生まれた。オハイオ大学、イェール大学で学び、1823年に学位を得た。コケ類の専門家となり18000の標本を集め、280のコケ類の新種を記載した。1845年にアメリカ芸術科学アカデミーの会員に選ばれた。没後の1898年に、Sullivant Moss Chapterとして設立された研究会はSullivant Moss Societyと改名された後、1908年にアメリカ蘚苔類地衣類学会（American Bryological and Lichenological Society）となった。
ユキノシタ科の植物の属名、Sullivantiaに献名された。
3度結婚し、妻の1人には植物画家のウィーラー（Eliza Griscom Wheeler）がいる。息子のトーマス・スターリング・サリヴァントは「ライフ」誌などに挿絵を描いた有名な漫画家であり、ひ孫のターシャ・テューダーは絵本画家・挿絵画家・園芸家として知られる。

## 著作
- A Catalogue of Plants, Native and Naturalized, in the Vicinity of Columbus, Ohio, 1840
- Musci Alleghanienses,1845-1846
- Musci Manuel of Botany of the Northern United States,1848 、1856、 Eliza Griscom Wheelerが図版製作
- Icones Muscorum, 1864,
- Supplemental, 1874